# لغات العراق
قالب:Languages of
يوجد هنالك عدد من اللغات التي يتم التحدث بها في العراق ، ولكن اللغة العربية الرافدينية (العربية العراقية أو اللهجة العراقية) هي الأكثر انتشارًا في البلاد. العربية والكردية هما اللغتان الرسميتان في العراق.

## اللغات المعاصرة
تعد اللغة العربية اللغة الأكثر انتشارًا في العراق ( اللهجة العراقية على وجه التحديد)؛ تليها اللغة الكردية (اللهجات السورانية والكرمانجية بشكل أساسي)، ومن بعدهما اللهجة التركمانية العراقية/التركمانية التركية ، وأيضا العديد من اللهجات الآرامية الحديثة الشمالية الشرقية النهرينية .  
تُكتَبُ اللغة العربية الفصحى باستخدام النص العربي ، لكن اللغة العربية الرافدينية تُكتب باستخدام نص فارسي عربي معدّل، وكذلك اللغة الكردية (انظر الأبجدية الكردية ). في عام 1997، اعتمد التركمان/تركمان العراق الأبجدية التركية كلغة الكتابة الرسمية   وبحلول عام 2005 قررت زعامة المجتمع العراقي أنَّ اللغة التركية ستحل محل اللغة التركمانية التقليدية (التي استخدمت النص العربي) في المدارس العراقية.  بالإضافة إلى ذلك، تستخدم اللغات الآرامية الحديثة النص السرياني (الأبجدية السريانية) .
وتشمل اللغات الأقلية الأصغر الأخرى اللغتين الشبكية والأرمنية .

### اللغات الرسمية
اللغات الرسمية في العراق محددة بموجب الدستور العراقي الذي أقره المجلس الوطني الانتقالي العراقي في 18 أيلول/سبتمبر 2005.  وقد تم تأكيد ذلك من خلال الاستفتاء الدستوري العراقي الذي عقد في 15 تشرين الأول/أكتوبر 2005.  وقد نشر النص الرسمي للدستور بتاريخ 28/12/2005 في الجريدة الرسمية للعراق (الوقائع العراقية) (العدد 4012) باللغة العربية الفُصحى،  وبذلك دخل الموضوع حيز التنفيذ. وقد تمت ترجمة النص رسميا الى اللغة الإنجليزية (للاستخدام الدولي) بالتعاون بين السلطات الحكومية العراقية ومكتب الأمم المتحدة للدعم الدستوري.  
وحسب المادة الرابعة من الدستور العراقي فإن اللغتين العربية والكردية هما اللغتان الرسميتان للعراق، فيما يتم الاعتراف بالتركية والآرامية والأرمنية كلغات أقلية . بالإضافة إلى ذلك، يحق لكل اقليم أو محافظة اتخاذ أية لغة محلية أخرى لغةً رسمية اضافية اذا اقرت غالبية سكانها ذلك باستفتاء عام. 

## تأريخيًا
أقدم اللغات المسجلة في العراق هي اللغتان السومرية والأكدية (بما في ذلك الآشورية والبابلية القديمة). تم استبدال السومرية بالأكدية بحلول عام 1700 قبل الميلاد، وتم استبدال الآرامية بالأكدية تدريجيًا، من عام 1200 قبل الميلاد إلى عام 100 بعد الميلاد. تمت كتابة اللغة السومرية والأكدية (بما في ذلك جميع اللهجات الآشورية والبابلية القديمة) بالخط المسماري منذ عام 3300 قبل الميلاد. أحدث نص أكدي تم التعرف عليه بصورة جيدة يعود إلى القرن الأول الميلادي. 
اللغة التي استخدمت لأطول فترة في العراق هي اللغة الآرامية ، والتي لها تقليد مكتوب يعود تاريخه إلى أكثر من 2000 عام، ولا تزال باقية إلى يومنا هذا في أحفادها، اللغات الآرامية الحديثة .  

## روابط خارجية
دستور العراق، من المصادر العراقية الرسمية ومن الأمم المتحدة، كما تم قبوله كنص ويكي مصدر
- العراق، وزارة الداخلية - المديرية العامة للجنسية: الدستور العراقي (2005)
- اليونسكو: الدستور العراقي (2005)
- المنظمة العالمية للملكية الفكرية: الدستور العراقي (2005)

روابط اخرى
- "Conversational Code-Switching between Arabic and Kurdish in Duhok City". Idrees Ali Zebari, M.A. Applied Linguistics, Duhok Polytechnic University , Kurdistan, Iraq. International Journal of Science and Research (IJSR). مؤرشف من الأصل في 2023-09-28.